# Dodge Colt
Dodge Colt – samochód osobowy klasy kompaktowej, a następnie subkompaktowej produkowany pod amerykańską marką Dodge w latach 1971–1994.

## Pierwsza generacja

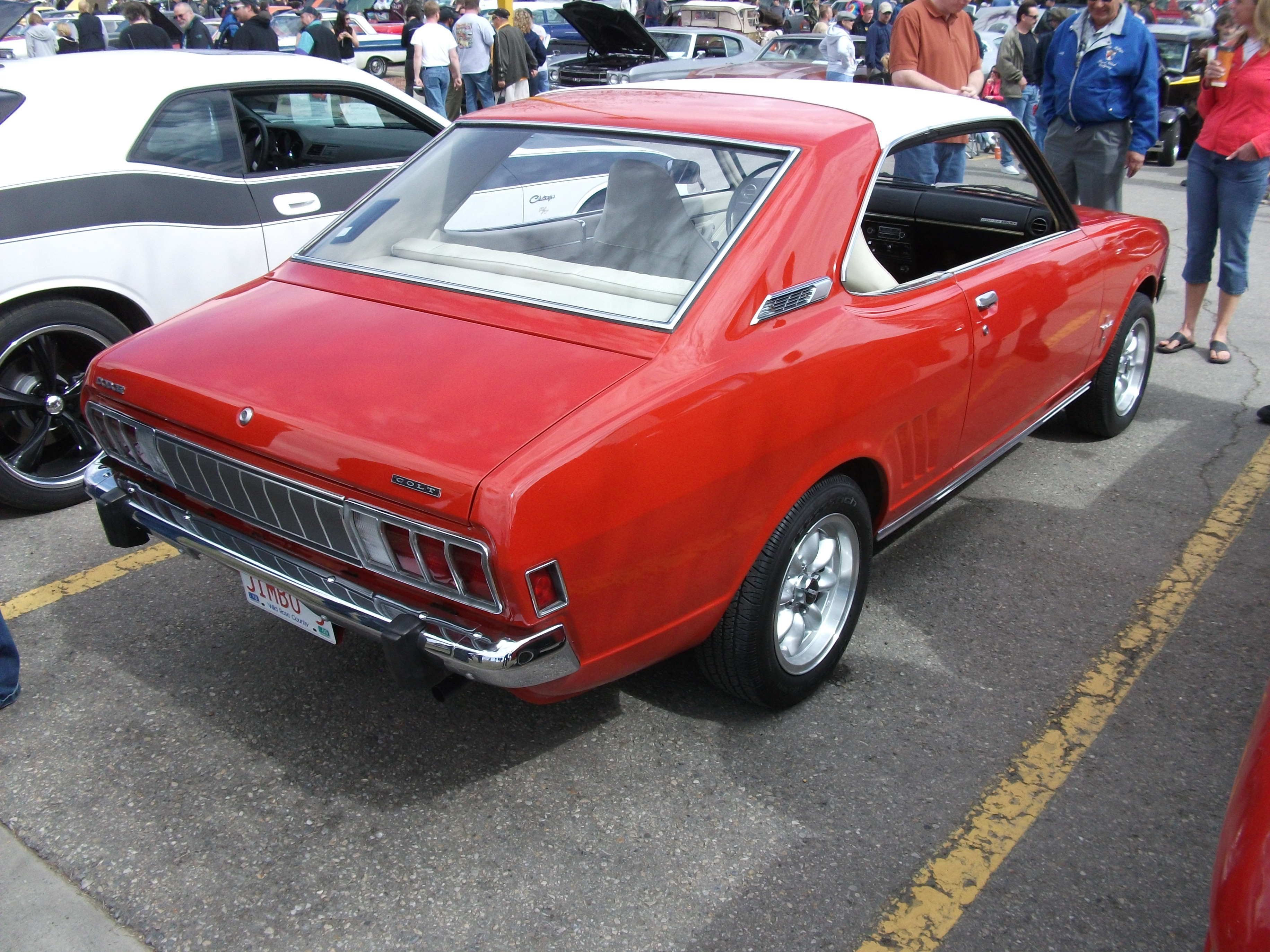
Dodge Colt I - tył

Dodge Colt I został zaprezentowany po raz pierwszy w 1971 roku.
Na początku lat 70. koncern Chrysler podjął decyzję o poszerzeniu lokalnej, północnoamerykańskiej oferty marki Dodge o kompaktowy model zapożyczony z portfolio Mitsubishi. W ramach szeroko zakrojonej współpracy z tym japońskim producentem, w 1971 roku do sprzedaży w Stanach Zjednoczonych trafił Dodge Colt I. Samochód był bliźniaczą odmianą japońskiego Mitsubishi Galanta pierwszej generacji. W Kanadzie model oferowano pod marką Plymouth jako Plymouth Cricket.

### Silnik
- L4 1.6l 4G32

## Druga generacja

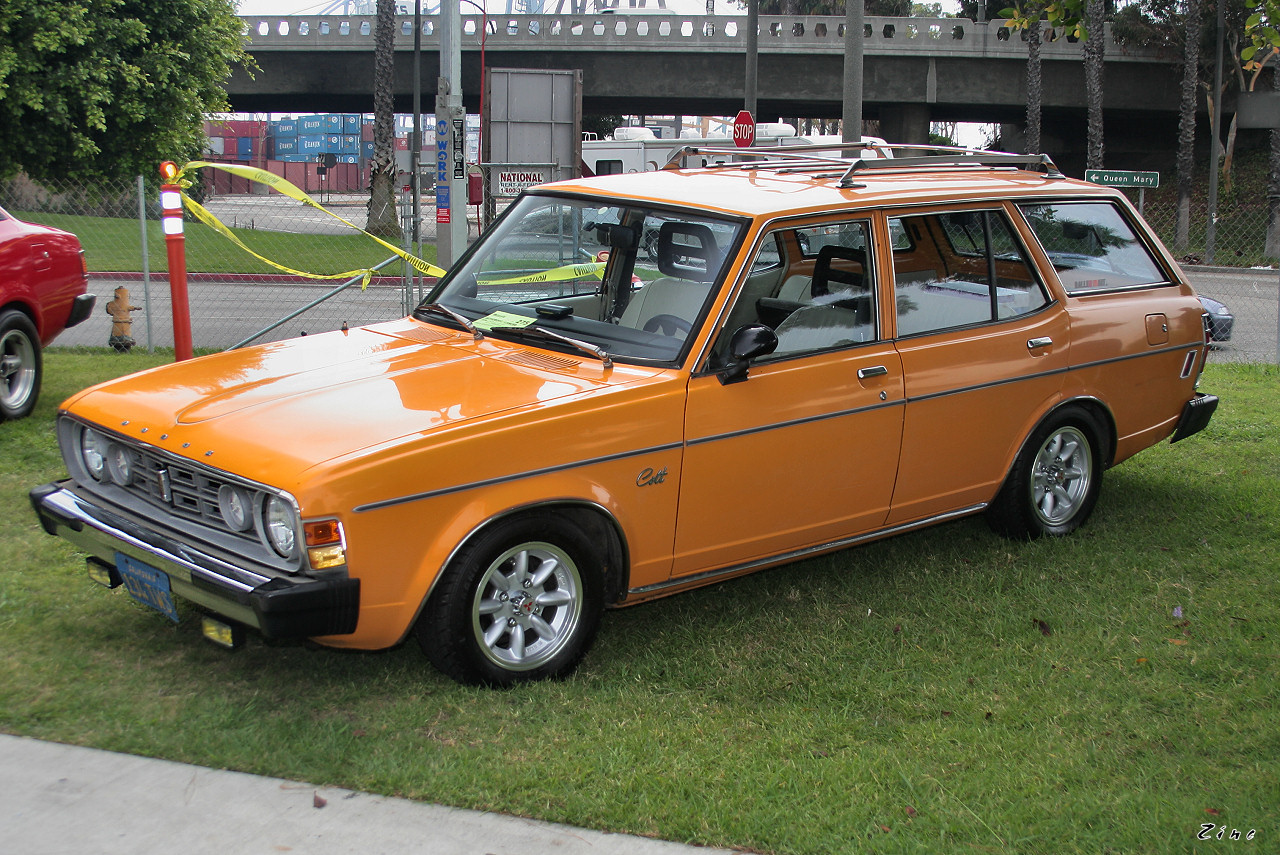
Dodge Colt II Kombi

Dodge Colt II został zaprezentowany po raz pierwszy w 1974 roku.
Po 3 latach produkcji pierwszego wcielenia, Dodge zaprezentował nowego Colta ponownie będącego północnoamerykańską odmianą Mitsubishi Galant. Samochód powstał na zmodyfikowanej platformie poprzednika, dzieląc z nim nie tylko wiele rozwiązań technicznych, ale i cechy wizualne. W Australii model oferowano pod marką Chrysler, a w Kanadzie ponownie jako Plymouth.

### Silniki
- L4 1.6l 4G32
- L4 2.0l G52B

## Trzecia generacja

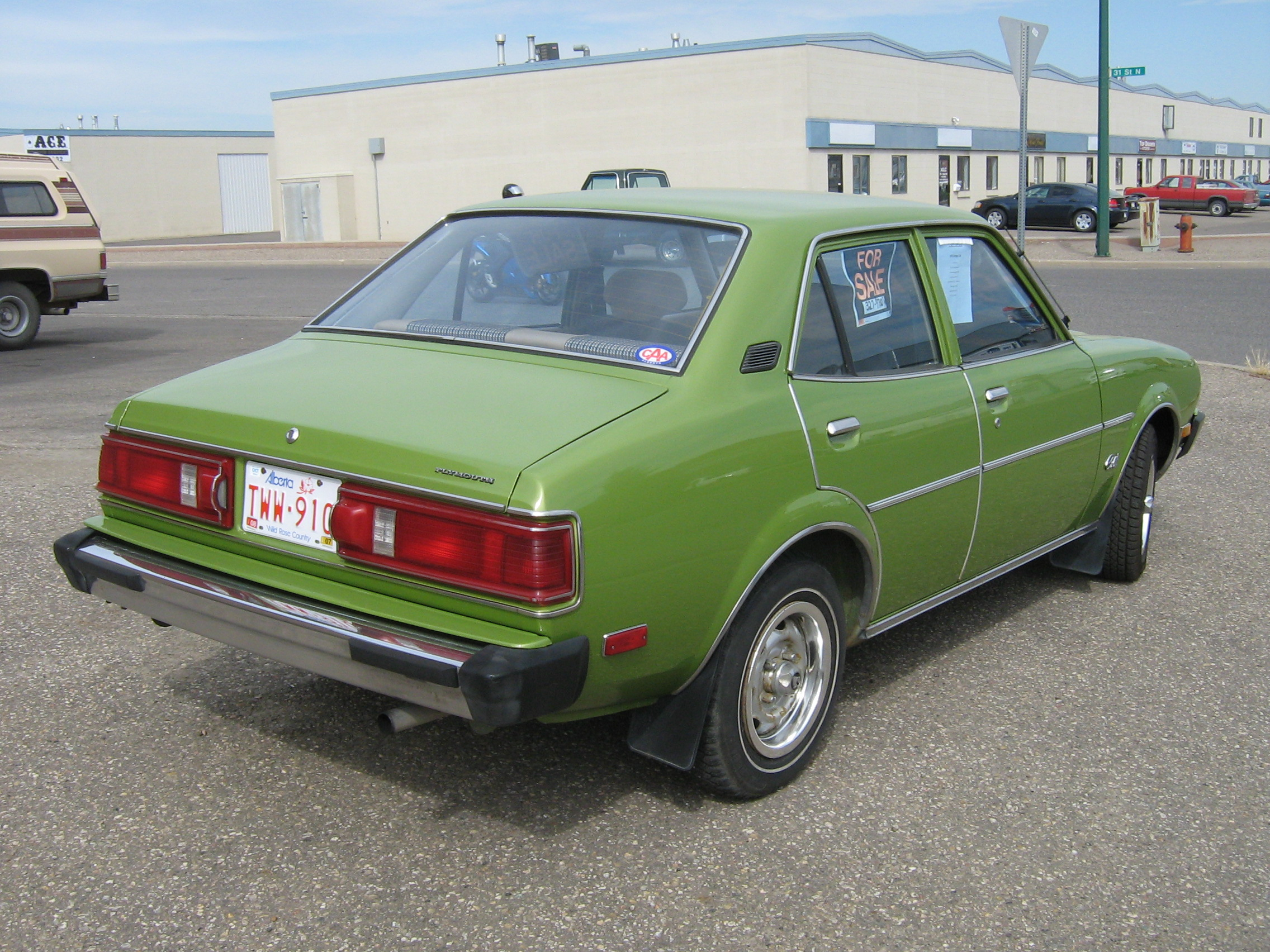
Dodge Colt III - tył

Dodge Colt III został zaprezentowany po raz pierwszy w 1977 roku.
W przypadku trzeciej generacji Colta, Dodge podjął decyzję o zmianie modelu, który będzie importowany do Stanów Zjednoczonych z japońskiej fabryki Mitsubishi. Tym razem był to model Lancer pierwszej generacji, przez co Colt III zyskał bardziej zwarte proporcje. W Kanadzie samochód ponownie był oferowany pod marką Plymouth.

### Silniki
- L4 1.6l 4G32
- L4 2.6l 4G54

## Czwarta generacja

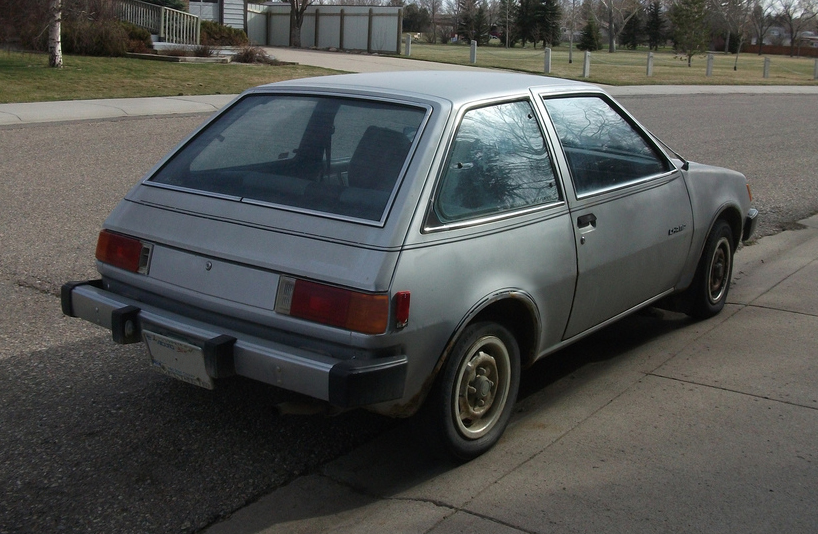
Dodge Colt IV - tył

Dodge Colt IV został zaprezentowany po raz pierwszy w 1979 roku.
Prezentując pod koniec lat 70. XX wieku czwartą generację Dodge'a Colta, producent ponownie podjął decyzję o zmianie modelu Mitsubishi, który będzie importowany do Ameryki Północnej pod tą nazwą. Tym razem był to miejski model Mirage, który uzupełnił ofertę marki jako pojazd mniejszy od kompaktowego Omni. W Kanadzie Colt IV był początkowo oferowany jako Plymouth Champ, a od 1982 roku jako Plymouth Colt.

### Silniki
- L4 4G12
- L4 4G32
- L4 4G32T

## Piąta generacja

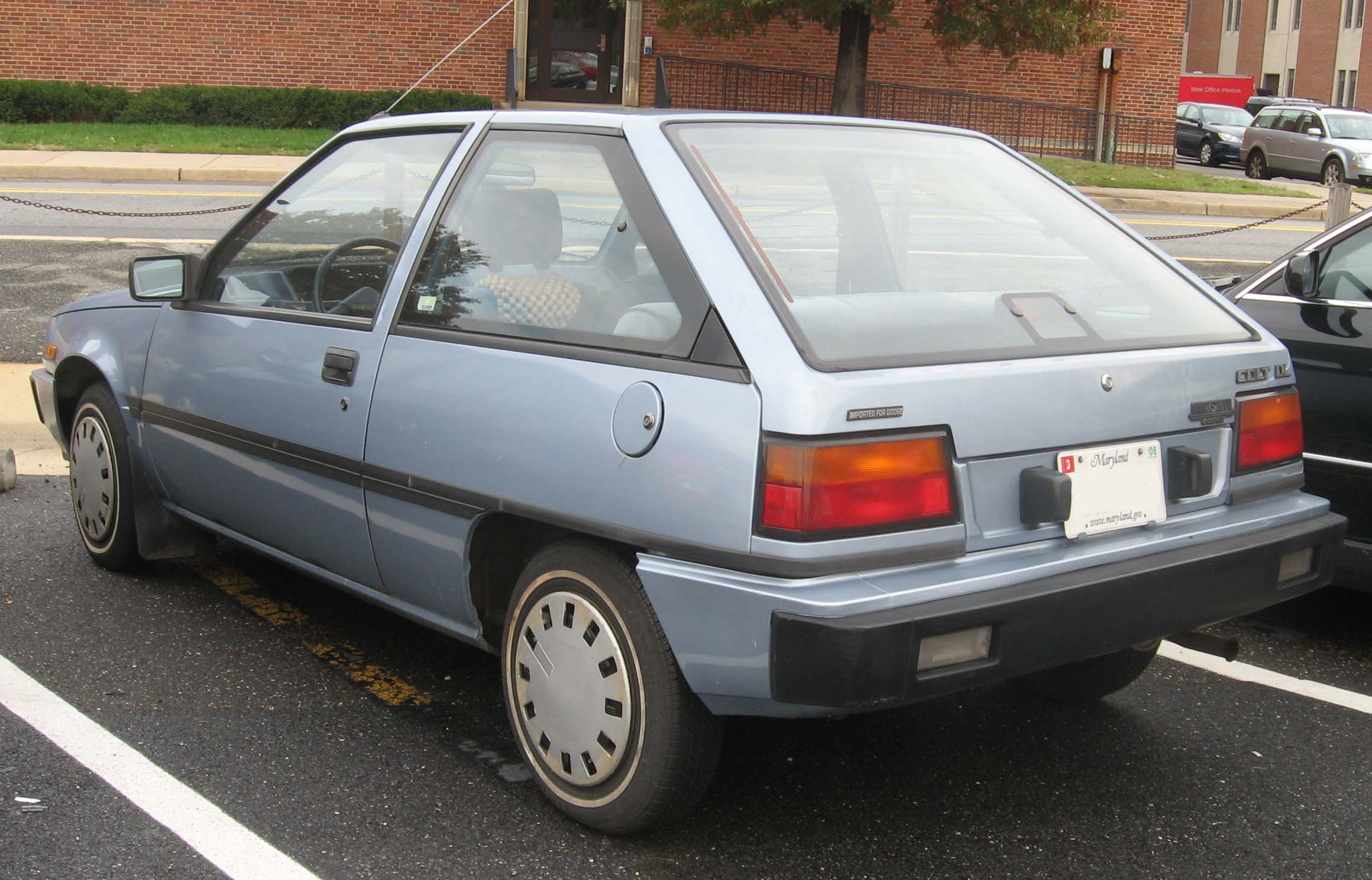
Dodge Colt V - tył

Dodge Colt V został zaprezentowany po raz pierwszy w 1984 roku.
Wraz ze zmianami w ofercie modelowej Mitsubishi, tak i Dodge zaktualizował model Colt w 1984 roku. Piąta generacja zyskała bardziej kanciaste proporcje i wyraźnie większe nadwozie. Samochód był północnoamerykańską odmianą znanych w Europie Mitsubishi Colt i Lancer, będąc dostępnym zarówno jako hatchback, jak i sedan. W Kanadzie samochód oferowano jako Plymouth Colt, a ponadto ofertę uzupełnił jeszcze dodatkowy, bliźniaczy model pod nowo powstałą marką jako Eagle Vista.

### Silniki
- L4 1.5l G15B
- L4 1.6l 4G32

## Szósta generacja

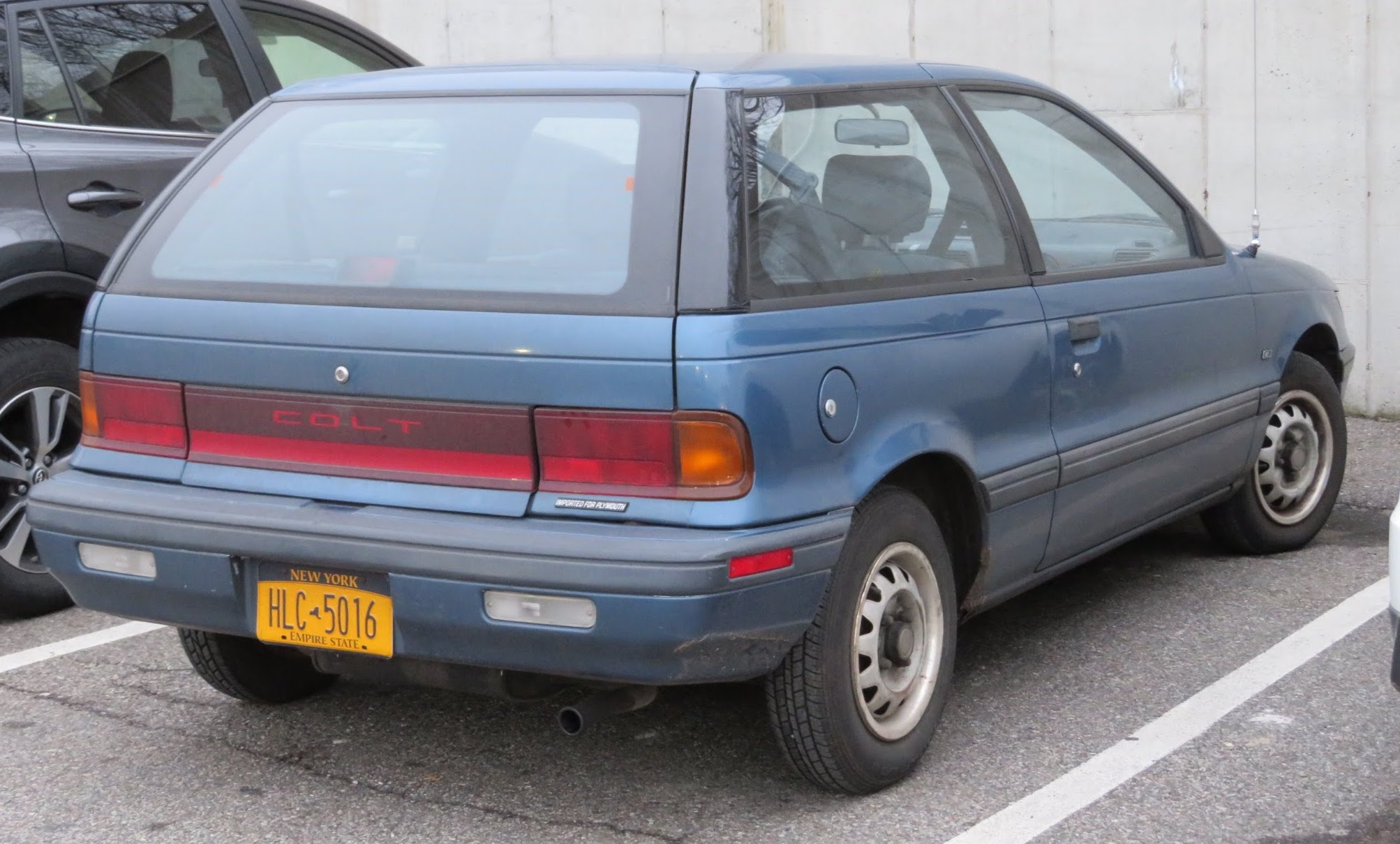
Dodge Colt VI - tył

Dodge Colt VI został zaprezentowany po raz pierwszy w 1989 roku.
Szósta generacja Dodge'a Colta zyskała bardziej awangardową stylistykę, z charakterystycznymi strzelistymi reflektorami na czele. Po raz pierwszy samochód nie był już północnoamerykańską, lokalną odmianą modelu Mitsubishi, leczy oferowany był z nim równolegle jako bliźniaczy model. Ponadto, w ramach polityki poszerzania oferty modelowej marek podległych Chryslerowi, równocześnie w Stanach Zjednoczonych i Kanadzie sprzedawano też modele Eagle Summit i Plymouth Colt.

### Silniki
- L4 1.5l 4G15
- L4 1.5l 4G61
- L4 1.6l 4G61T

## Siódma generacja

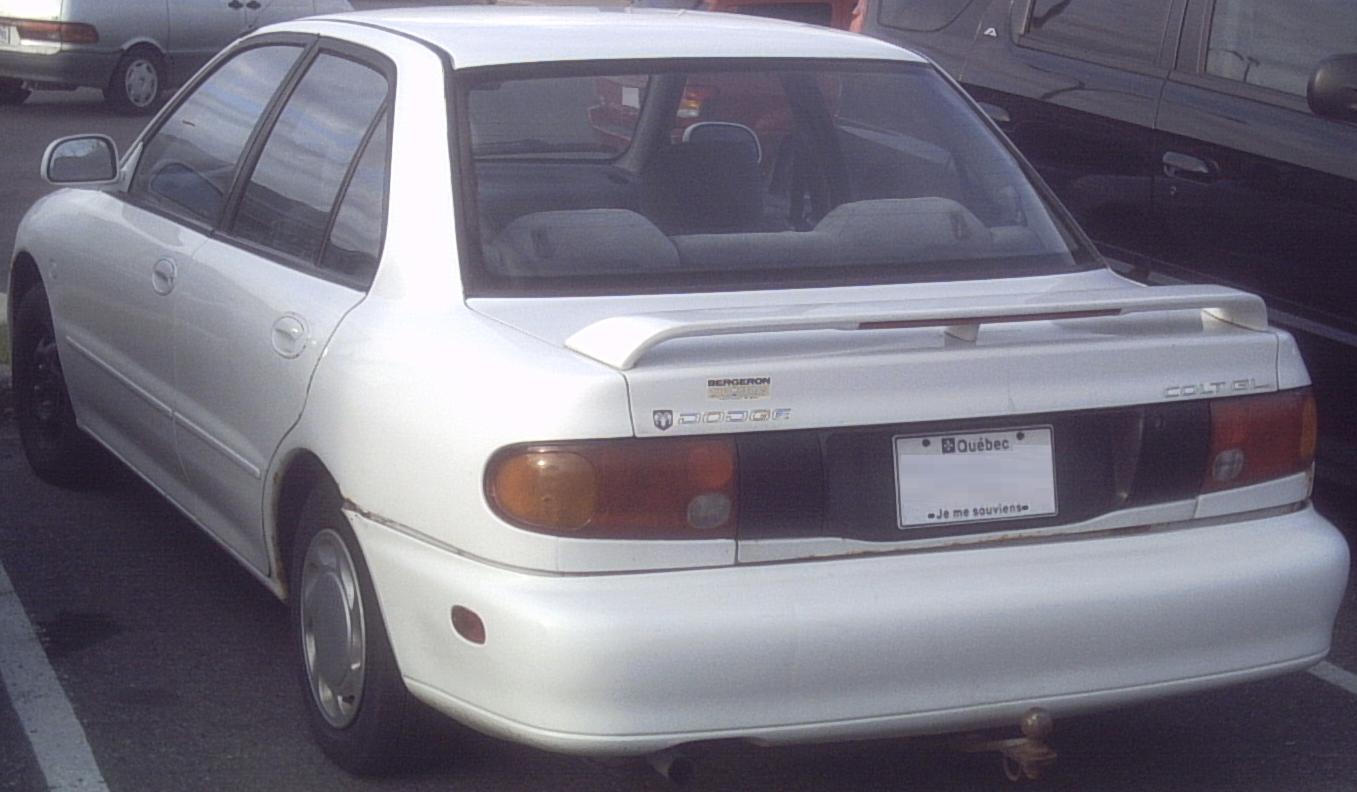
Dodge Colt VII - tył

Dodge Colt VII został zaprezentowany po raz pierwszy w 1992 roku.
W 1992 roku zadebiutowała siódma i zarazem ostatnia generacja Dodge'a Colta. Podobnie jak w przypadku poprzednika, samochód oferowany był jako bliźniacza odmiana równolegle sprzedawanych w Ameryce Północnej Eagle Summit, Mitsubishi Mirage i Plymouth Colt. Po raz pierwszy samochód nosił logotypy i wyraźne oznaczenia Dodge'a, poza tym nie wyróżniając się wizualnie na tle bliźniaczych modeli.
W 1994 roku import Dodge'a Colta został zakończony, a jego miejsce zajął tym razem opracowany samodzielnie przez koncern Chrysler model Neon, kończąc ponad 20-letnią historię linii modelowej Colt.

### Silniki
- L4 1.5l 4G15
- L4 1.8l 4G93